# Magneetverf
Magneetverf is een latexverf waarin kleine ijzerdeeltjes zitten. Hierdoor kan een magneet zich aan het geschilderde oppervlak hechten. Vaak wordt deze verf gecombineerd met schoolbordverf, zodat een schoolbord ontstaat waar magneten zich aan hechten. Ook kan het met gewone verf worden overschilderd zonder de magnetische eigenschappen te veel te beïnvloeden.